# Ghriba
Les ghriba (« étrangère » en langue arabe) sont des synagogues particulières que l'on retrouve en plusieurs endroits d'Afrique du Nord. Comme leur étymologie arabe l'indique, elles se dressent isolées dans la campagne, à l'écart des agglomérations. Elles faisaient l'objet de pèlerinages. On en recensait traditionnellement sept. Deux à M'anin et Disirt dans le Djebel Nefoussa en Libye où vivaient les Juifs troglodytes, deux à Biskra et à Bône en Algérie et trois en Tunisie, au Kef, à l'Ariana auxquelles s'ajoutent celle de Djerba réputée être la plus ancienne et qui accueille toujours à l'occasion de la fête de Lag Ba'omer des milliers de visiteurs venus de l'étranger.